# 星球流浪記
《星球流浪記》，是一部日本電視動畫，自2003年10月16日至2004年10月28日期間在NHK教育頻道共播放52集，後來在香港和臺灣播放。

## 故事簡介
22世紀，人類發展了太空殖民地。轉學生露娜與六位同學和一隻機械貓參加學校的太空旅行時，在宇宙重力風暴中意外地脫離主太空船，所乘的救生飛船被迫降落在一個不知名無人星球的小島上。他們救生飛船的重力系統損壞而無法離開，也無法發出求救訊號，被迫留在那星球上，為生存而奮鬥。在這些期間，他們一起經歷了許多事情，但是每次總能平安的度過，他們對彼此也從陌生到熟悉，到互相扶持，成為真正一生中的好伙伴！

## 登場角色

### 主角及同伴
- 露娜（聲：岩居由希子／香港：陸惠玲／台灣：許淑嬪）

來自火星的女孩，8歲時就是孤兒，母親在6歲時因病去世。父親則是在一場意外裡，為了保護露娜而犧牲，與機械寵物貓查可相依為命。
為人善良體貼，勇敢堅韌，是團體裡的核心人物。
- 查可（聲：小飯塚貴世江／香港：何璐怡）

露娜的機械寵物貓，可以用言語跟人類溝通，也有思想和感情。被原來的主人丟棄後，在回收站即將處理掉時被露娜的父親救起後，修理好送給露娜的禮物。
跟露娜感情十分要好，總是活力滿滿，很會搞笑也很會吐槽他人。
- 夏菈（聲：木下菜穗子／香港：林元春、陳凱婷（代配）／台灣：董錦萍）

露娜的好友，原先膽小懦弱，但在遇到露娜後有所改變。很愛幻想，天真爛漫，雖然較爲柔弱但為了朋友可以奮不顧身。
- 梅諾莉（メノリ，聲：安藤麻吹／香港：曾秀清／台灣：林展薇）

露娜就讀學校的學生會主席，個性高傲，總愛領導他人，看似冷酷，實際上只是不善於表達自己，善於拉小提琴，也十分的寶貝。
- 哈瓦德（ハワード，聲：石田彰／香港：梁偉德／台灣：丘台名）

傲慢自大的富家子，不經世事，故事初期經常欺負貝爾，愛投機取巧並欠缺同理心。
後期與夥伴們經歷許多事後，漸漸有了蛻變。
- 貝爾（聲：高瀨右光／香港：黎景全／台灣：宋克軍）

父親是哈瓦德家公司的僱員，曾在冥王星居住。在故事開始時常被哈瓦德指使欺壓。
待人誠懇溫柔，遇到事時總勇敢面對。在島上生活時很多事都親力親為，受到夥伴們的依賴與肯定。
- 薰（聲：真殿光昭／香港：蘇強文／台灣：宋克軍）

個性孤僻不與他人親近，但為團隊做出不少貢獻。以前曾受過宇航員的訓練，薰的一位好友在他們一起受訓時意外喪生，薰為此自責而封閉自我，後期與露娜等人相處後，逐漸打開心房。
- 慎吾（聲：皆川純子／香港：李致林／台灣：董錦萍）

團體裡年紀最小的天才兒童，對機械十分熱愛。
因為跳級等緣故，在班上與其他同學較有隔閡。
性格直率，有時候很衝動，與查可志趣投合，總在一起研究。

### 星球住民
- 亞當（聲：奧島和美／香港：梁少霞→黎桂芳／台灣：丘梅君）

無人星球上原居民的後代，依靠古代遺跡中的冷凍裝置而長期沉睡，後來被露娜喚醒，並開始一起在島上生活。
- 塔可（聲：坂東尚樹／香港：黃鳳英）

正式名，外表像章魚的機械人，亞當父母把它留在大陸上中央電腦設施內一個秘密地點。

### 其他人物
- 路易
- 和薰在同間學校一起接受領航員訓練，表現出色亮眼，總是拿第一，但也不自傲，為人和善，是薰的競爭對手。在與薰一起訓練時意外喪生，薰也因此自責不已。

- 保爾度（ポルト，聲：塚田正昭／香港：陳永信）

太空運輸船「奧利安號」（又譯「奧林翁號」）的機械師，在故事中段登場，與露娜他們一起生活了一段短時期。之後因與越獄逃犯三人組爭奪「奧利安號」受到嚴重內傷而逝，最後把自己的維修組背心給慎吾
- 布連特（ブリンドー，聲：森田順平／香港：陳欣）

越獄逃犯三人組的其中一員，劫持了「奧利安號」。
- 波普（聲：星野充昭／香港：陳卓智）

越獄逃犯三人組的其中一員，劫持了「奧利安號」。
- 絲維亞（ジルバ，聲：冰上恭子／香港：陳凱婷）

越獄逃犯三人組的其中一員，劫持了「奧利安號」。
- 露娜的父親（聲：濱田賢二／香港：梁志達／台灣：陳旭昇）

行星開發技師，因意外而去世。
- 露娜的母親（聲：岡村明美／香港：黃麗芳）

在露娜年幼時已去世。

## 製作團隊
- 監督 - 矢野雄一郎
- 系列構成 - 米村正二
- 人物原案 - 江口壽史
- 人物設計 - 滝口禎一
- 設定 - 横堀久雄
- 美術監督 - 白石誠
- 色彩設計 - 山本智子
- 音樂 - 羽毛田丈史
- 錄音監督 - 佐藤敏夫
- 動畫製作 - MADHOUSE、Telecom Animation Film
- 動畫製作人 - 丸山正雄、竹内孝次
- 製作人 - 松本寿子（第1話 - 第41話）
- 製作統合 - 中澤俊哉（第1話 - 第41話）→冨永慎一・松本寿子（第42話 - 第52話）
- 共同製作 - NHK ENTERPRISES 21
- 製作 - NHK

## 主題歌
片頭曲「僕らのメッセージ」
作詞・作曲 - 玉城千春 / 編曲 - 重実徹 / 歌 - kiroro
片尾曲「Sunny Side Hill」
作詞 - 伊藤利恵子 / 作曲 - 北川勝利 / 編曲 - ROUND TABLE / 歌 - ROUND TABLE featuring Nino

## 各話列表
以下劇集按照首播順序排列（不包括首播後的任何重播）。
| 話數   | 日文標題 | 香港標題                    | 腳本     | 分鏡                | 演出                | 作畫監督        | 播放日期        |
| ------ | -------- | --------------------------- | -------- | ------------------- | ------------------- | --------------- | --------------- |
| 第1話  |          | 我是轉校生，露娜！          | 米村正二 | 矢野雄一郎          | 辻泰永              | 中路景子        | 2003年 10月16日 |
| 第2話  |          | 不可能避免！？              | 米村正二 | 友永和秀            | 辻泰永              | 宮本佐和子      | 10月23日        |
| 第3話  |          | 真正的風，真正的大海        | 米村正二 | 富澤信雄            | 富澤信雄            | 蘇武裕子        | 10月30日        |
| 第4話  |          | 我們會變成什麼樣呢！        | 米村正二 | 友永和秀            | 辻泰永              | 馬場健          | 11月13日        |
| 第5話  |          | 莎拉，別輸！                | 福嶋幸典 | 富澤信雄            | 小山田桂子          | 宮本佐和子      | 11月20日        |
| 第6話  |          | 我們不是在玩遊戲            | 望月武   | 友永和秀            | 辻泰永              | 蘇武裕子        | 11月27日        |
| 第7話  |          | 我們才剛剛開始走路。        | 望月武   | 富澤信雄            | 辻泰永              | 馬場健          | 12月4日         |
| 第8話  |          | 生存的重要條件              | 米村正二 | 友永和秀            | 小山田桂子          | 安留雅弥        | 12月11日        |
| 第9話  |          | 我們一定能和睦相處。        | 米村正二 | 富沢信雄            | 辻泰永              | 八崎健二        | 12月18日        |
| 第10話 |          | 讓我們建造一所房子吧。      | 望月武   | 友永和秀            | 岡崎幸男            | 村上勉          | 12月25日        |
| 第11話 |          | 溫和的旋律                  | 米村正二 | 島津聡行            | 徒野将利            | 中路景子        | 2004年 1月8日   |
| 第12話 |          | 我們的家                    | 福嶋幸典 | 富澤信雄            | 辻泰永              | 宮本佐和子      | 1月15日         |
| 第13話 |          | 我並不孤單。                | 望月武   | 友永和秀            | 沈相日              | 朴起徳          | 1月22日         |
| 第14話 |          | 我聽到聲音了                | 米村正二 | 富澤信雄            | 辻泰永              | 八崎健二        | 1月29日         |
| 第15話 |          | 巨大物種森林                | 福嶋幸典 | 友永和秀            | 辻泰永              | 馬場健          | 2月5日          |
| 第16話 |          | 我也想回家                  | 望月武   | 島津聰行            | 岡崎幸男            | 村上勉          | 2月12日         |
| 第17話 |          | 心中總是藍天                | 米村正二 | 富澤信雄            | 古谷渓一郎          | 宮本佐和子      | 2月19日         |
| 第18話 |          | 這是東方的森林！？          | 福嶋幸典 | 友永和秀            | 辻泰永              | 蘇武裕子        | 2月26日         |
| 第19話 |          | 這孩子…拜託你了…            | 米村正二 | 島津聰行            | 沈相日              | 朴起徳          | 3月4日          |
| 第20話 |          | 亞‧當‧姆                    | 望月武   | 富澤信雄            | 辻泰永              | 滝口禎一        | 3月11日         |
| 第21話 |          | 冬天來了                    | 福嶋幸典 | 友永和秀            | 古谷渓一郎          | 八崎健二        | 3月18日         |
| 第22話 |          | 我不想說再見                | 米村正二 | 富澤信雄            | 小山田桂子 巌上路   | 滝口禎一 崔宇植 | 3月25日         |
| 第23話 |          | 在光芒中                    | 米村正二 | 友永和秀            | 辻泰永              | 蘇武裕子        | 4月1日          |
| 第24話 |          | 誰？你到底是誰？            | 福嶋幸典 | 増田敏彦            | 小山田桂子 劉承薫   | 滝口禎一 朴起徳 | 4月8日          |
| 第25話 |          | 為了未來                    | 望月武   | 水本葉月 矢野雄一郎 | 辻泰永              | 中路景子        | 4月15日         |
| 第26話 |          | 請回答                      | 米村正二 | 飯島正勝            | 飯島正勝            | 池下博紀        | 4月22日         |
| 第27話 |          | 頑強的傢伙                  | 福嶋幸典 | 島津聰行            | 小山田桂子 岡崎幸男 | 村上勉 滝口禎一 | 4月29日         |
| 第28話 |          | 這也是為了大家              | 福嶋幸典 | 富澤信雄            | 古谷渓一郎          | 八崎健二        | 5月6日          |
| 第29話 |          | 我終於...                   | 米村正二 | 友永和秀            | 辻泰永              | 野口寛明        | 5月13日         |
| 第30話 |          | 怎麼辦才好呢                | 福嶋幸典 | 増田敏彦            | 辻泰永              | 馬場健          | 5月20日         |
| 第31話 |          | 我們一定可以做到            | 山田由香 | 島津聰行            | 小山田桂子 梁柄吉   | 滝口禎一 朴起徳 | 5月27日         |
| 第32話 |          | 趕快！！                    | 米村正二 | 富澤信雄            | 小山田桂子 劉承薫   | 滝口禎一 朴起徳 | 6月3日          |
| 第33話 |          | 開始上升                    | 米村正二 | 友永和秀            | 夕澄慶英            | 宮本佐和子      | 6月10日         |
| 第34話 |          | 去大陸的嘗試？！            | 福嶋幸典 | 増田敏彦            | 小山田桂子 巖上鎔   | 滝口禎一 崔宇植 | 6月17日         |
| 第35話 |          | 我們沒有足夠的材料。        | 米村正二 | 島津聰行            | 小山田桂子 李學彬   | 滝口禎一 金成莞 | 6月24日         |
| 第36話 |          | 是非常重要的夥伴            | 山田由香 | 増田敏彦            | 辻泰永              | をがわいちろを  | 7月1日          |
| 第37話 |          | 別說喪氣話                  | 山田由香 | 友永和秀            | 夕澄慶英            | 宮本佐和子      | 7月8日          |
| 第38話 |          | 我不會輸的                  | 米村正二 | 矢野雄一郎          | 辻泰永              | 中路景子        | 7月15日         |
| 第39話 |          | 為什麼那樣的東西            | 福嶋幸典 | 島津聰行            | 辻泰永              | 蘇武裕子        | 7月22日         |
| 第40話 |          | 我們終於到了。              | 山田由香 | 森田宏幸            | 小山田桂子          | 滝口禎一 梁柄吉 | 7月29日         |
| 第41話 |          | 所以必須去                  | 米村正二 | 友永和秀            | 小山田桂子          | 蘇武裕子        | 8月5日          |
| 第42話 |          | 不可思議的力量              | 米村正二 | 矢野雄一郎          | 小山田桂子 李學彬   | 滝口禎一 金成莞 | 8月12日         |
| 第43話 |          | 我們一起回到殖民地          | 山田由香 | 飯島正勝            | 辻泰永              | 馬場健          | 8月19日         |
| 第44話 |          | 霍華德救了我                | 福嶋幸典 | 島津聰行            | 小山田桂子 梁柄吉   | 滝口禎一 朴起徳 | 8月26日         |
| 第45話 |          | 爸爸！ 媽媽！               | 米村正二 | 友永和秀            | 辻泰永              | 毛利志乃舞      | 9月2日          |
| 第46話 |          | 想見你                      | 山田由香 | 森田宏幸            | 小山田桂子          | 宮本佐和子      | 9月9日          |
| 第47話 |          | 我們開始吧！                | 福嶋幸典 | 飯島正勝            | 小山田桂子 李學彬   | 滝口禎一 金成莞 | 9月16日         |
| 第48話 |          | 你不是你                    | 米村正二 | 夕澄慶英            | 夕澄慶英 梁柄吉     | 蘇武裕子 朴起徳 | 9月30日         |
| 第49話 |          | 如果繼續這樣下去，這顆星... | 山田由香 | 矢野雄一郎          | 矢野雄一郎          | 西澤千恵        | 10月7日         |
| 第50話 |          | 因為喜歡那個星球            | 福嶋幸典 | 島津聰行            | 小山田桂子 李學彬   | 滝口禎一 金成莞 | 10月14日        |
| 第51話 |          | 不是為了死而去的            | 米村正二 | 友永和秀            | 辻泰永              | 中路景子        | 10月21日        |
| 第52話 |          | 去大家那裡                  | 米村正二 | 矢野雄一郎          | 矢野雄一郎          | 滝口禎一        | 10月28日        |

## 播放
香港由無綫電視翡翠台於2004年11月19日至2004年12月24日播放第1～26集，2005年8月30日至2005年10月4日播放第27～52集。
台灣由迪士尼頻道播放星際少年隊時，與日本漫畫《E's》及《E's Otherwise》的中文譯名相同。由於授權因素，初時每次重播至第26話便結束，未有任何公開說明。後來從2006年10月開始，迪士尼頻道開始播放其餘的26話，於2006年11月25日播完最後一集。

## 相關作品

### 漫畫
於NHK出版上刊行並直接發售單行本的作品。全2卷。
1. 2004年3月30日發售、ISBN 4-14-454082-0
2. 2004年5月30日發售、ISBN 4-14-454083-9

### 廣播劇CD
- （2004年2月21日發售、產品編號：VICL-61293）

## 外部連結
- 本作品的NHK官方網頁（日文）
- 本作品的DVD及錄影帶商品的Telecom官方網頁（日文）
- 本作品中音樂作品的JVC官方網頁 （页面存档备份，存于）（日文）

迪士尼頻道星際少年隊  （页面存档备份，存于）